# Вечные дети
«Вечные дети» (англ. The Timeless Children) — десятая и финальная серия двенадцатого сезона британского научно-фантастического телесериала «Доктор Кто». Эпизод является продолжением предыдущей серии «Вознесение киберлюдей». Премьера состоялась на канале BBC One 1 марта 2020 года. Автором сценария выступил шоураннер Крис Чибнелл, режиссёром стал Джейми Магнус Стоун, снявший также и предыдущую серию.
В этой серии Тринадцатый Доктор (Джоди Уиттакер) вновь сталкивается с Мастером и на Галлифрее узнаёт, что все её представления о прожитой жизни Доктора — Повелителя времени оказались совершенной ложью, ибо она вовсе не Повелитель времени, а на самом деле неизвестное никому «Вечное дитя» — древнее создание, от которого фактически как таковая произошла вся раса Повелителей времени…
Эпизод получил смешанные отзывы. Многие критики называли его «головокружительным», «смелым», «успешным финалом сезона». Но также другие поклонники шоу выразили негативную реакцию по поводу событий серии и даже посчитали шоу «уничтоженным», «сломанным» благодаря именно этому эпизоду.

## Сюжет
После событий предыдущей части Доктор вынуждена последовать за Мастером на Галлифрей, где, находясь в разрушенной столице, в Матрице (хранилище всех знаний Повелителей времени), она узнала правду о себе и своей жизни, рассказанную ей Мастером. Оказалось, что она вовсе не Повелитель времени, а так называемое «Вечное дитя» — инопланетянин неизвестного происхождения, найденный галлифрейской исследовательницей по имени Тектеюн. Тектеюн происходила из расы коренных обитателей Галлифрея — шобоганов; она удочерила найденную девочку и принимала её (со слов Мастера) как родную. Однажды «дитя» регенерировало, и Тектеюн подробно занялась его изучением: спустя несколько регенераций «дитя» Тектеюн наконец узнала природу регенерации и также сумела регенерироваться. Тектеюн «подарила» способность к регенерации и некоторым обитателям своей планеты — впоследствии её обладатели стали назвать себя Повелителями времени. «Вечное дитя» и сама Тектеюн входили в тайную управляющую организацию Галлифрея под названием Дивизион. Деятельность Дивизиона и дальнейшее будущее «Вечного дитя» после формирования Повелителей времени остались неизвестными, ибо данные об этом зашифрованы в Матрице и недоступны для героев. Мастер раскрыл Доктору, что Дивизион перевоплотил «дитя» снова в ребёнка и стёр ему все воспоминания о его прожитых жизнях (а их, видимо, было больше десяти, как минимум). Единственное, что осталось у Доктора — лишь обрывки воспоминаний, замаскированные под аллегорическую историю об ирландском полицейском Брендане из XX века.
Мастер берёт Доктора в ловушку в Матрице, используя на ней парализующее поле. Он вызывает киберлюдей на Галлифрей, и те прилетают сквозь Границу. Мастер убивает Ашада и забирает у него Кибериум, чтобы создать новую расу — Киберповелителей времени, для чего использует замороженные тела убитых им Повелителей времени; с помощью расы регенерирующих Повелителей времени он намерен захватить Вселенную. Чтобы освободиться из оков Матрицы, Доктор вызывает видение одной из своих прошлых неизвестных инкарнаций — Доктора-Беглеца, прежде появившегося в эпизоде «Беглец джудунов». Посоветовавшись с видением, Доктор ломает Матрицу, перегружая её воспоминаниями о своих жизнях, которые она знала, и освобождается.
Тогда же на Галлифрей прибывают Ко Шармус, Яс, Райан, Грэм, Итан и Равио и встречаются с Доктором в Матрице. Доктор отправляет их домой, на Землю в начало XXI века, позаимствовав для них ТАРДИС из склада. Сама же она направилась обратно в Матрицу, чтобы уничтожить себя вместе с Мастером и Киберповелителями времени, использовав для этого «частицу смерти» — бомбу, уничтожающую любую органику, которую она позаимствовала у мёртвого Ашада. В Матрицу к ней прибегает Ко Шармус, который отказался улететь и согласился самолично пожертвовать жизнью ради выполнения плана Доктора. Доктор отдаёт ему бомбу, успевает запрыгнуть в ещё одну неиспользованную ТАРДИС и улетает до того, как «частица смерти» взрывается и уничтожает всё живое на планете, в том числе и Киберповелителей.
Команда ТАРДИС вместе с Равио и Итаном успешно приземляется на мирной территории на Земле XXI века. Доктор прилетает к своей ТАРДИС и заходит в неё. Отдышавшись, она собирается вернуться к спутникам, но в тот же момент внутри машины неожиданно материализуются джудуны и арестовывают её, перемещая в космическую тюрьму внутри астероида.

### Связь с другими эпизодами
В эпизоде «Вечные дети» впервые с 1976 года, со времён серии «Мозг Морбиуса», окончательно выяснилось, что Первый Доктор совсем не является именно первым воплощением того же Повелителя времени, но что ему предшествует целый ряд из множества лиц. Среди фанатов сериала и раньше ходила версия о том, что Первый Доктор мог и не быть первым лицом Доктора: в серии «Мозг Морбиуса», в финальной части, была показана сцена, отчасти опровергающая это обстоятельство, когда после первых четырёх лиц Доктора ненадолго появились ещё неизвестные восемь.
Доктор и раньше взламывал Матрицу — в более ранних эпизодах, таких как «Беспощадный убийца» 1976 года; и впоследствии ему не раз доводилось бывать в Матрице («Совершенный враг» 1986 года, «С дьявольским упорством» 2015 года).

## Производство
Эпизод написан главным сценаристом сериала Крисом Чибнеллом. Его снял режиссёр Джейми Магнус Стоун, до этого также снявший предыдущую серию «Вознесение киберлюдей», являющуюся первой частью этой истории. Продюсером выступил Никки Уилсон, исполнительными продюсерами были Крис Чибнелл и Мэтт Стривенс.

## Показ

### Выпуск
Серия «Вечные дети» вышла 1 марта 2020 года.

### Рейтинги
В вечер премьеры эпизод просмотрели 3,78 миллиона зрителей, что сделало его седьмой самой просматриваемой программой того вечера. В общей сложности эпизод получил 4,69 миллионов зрителей на всех британских каналах соответственно, из-за чего серия имеет самый низкий консолидированный рейтинг за всю историю возрождённого сериала с 2005 года. До этого самый низкий рейтинг в возрождённом сериале имела серия 2017 года «Пожиратели света» с 4,73 миллионами зрителей.

### Критика
Эпизод имеет рейтинг одобрения 71 % на сайте Rotten Tomatoes, и также серия была названа «успешным финалом сезона».
В то же время многие фанаты сериала выразили опасения за будущее шоу, раскритиковав новый «шокирующий» эпизод, значительно меняющий канон всей истории сериала. На каналах нескольких ютуберов и фан-сайтах разгорелся спор о нынешнем политическом направлении в «Докторе Кто».